# Ödön Téry
Ödön József Ferenc Téry (* 8. Juli 1890 in Budapest; † 7. Juni 1981 in Belvedere, South Carolina, Vereinigte Staaten) war ein ungarischer Turner.

## Erfolge
Ödön Téry nahm 1912 an den Olympischen Spielen in Stockholm teil und gehörte bei diesen zur ungarischen Turnriege im Mannschaftsmehrkampf. Dabei traten insgesamt fünf Mannschaften an, die aus 16 bis 40 Turnern bestanden und während des einstündigen Wettkampfs gleichzeitig antreten mussten. Bewertet wurden neben der Ausführung der Übungen an den Geräten auch das Verlassen und der Wechsel der Geräte sowie der Einmarsch zu Beginn. Am Ende wurden anhand eines Durchschnittswerts der einzelnen Nationen die Abschlussplatzierungen ermittelt. Neben den Ungarn traten auch Turnriegen aus Italien, Großbritannien, dem Deutschen Reich und Luxemburg an. Mit 53,15 Punkten setzten sich die Italiener gegen ihre Konkurrenten durch. Die Ungarn erzielten indes 45,45 Punkte und belegten damit vor den drittplatzierten Briten mit 36,90 Punkten den zweiten Platz. Téry gewann somit zusammen mit Lajos Aradi, Imre Erdődy, József Berkes, Samu Fóti, Imre Gellért, Győző Halmos, István Herczeg, Ottó Hellmich, József Keresztessy, János Krizmanich, Elemér Pászti, Árpád Pédery, Jenő Réti, Ferenc Szűts und Géza Tuli die Silbermedaille.
1914 schloss Téry ein Maschinenbaustudium an der Technischen und Wirtschaftswissenschaftlichen Universität Budapest ab. Wenige Jahre darauf wanderte er in die Vereinigten Staaten aus.